# Ferdinando Pozzani
Ferdinando Pozzani (Porto Cesareo, 4 maggio 1896 – Milano, 22 aprile 1962) è stato un imprenditore e dirigente sportivo italiano, presidente dell'Ambrosiana dal 1932 al 1942.

## Biografia
Pozzani era amante di vari sport, che spaziavano dal canottaggio, che aveva praticato in gioventù (fu il grande mentore del Campionato Europeo di Canottaggio del 1938 all'idroscalo di Milano), alle regate veliche, nonché dalla motonautica all'automobilismo.
Il Grand'Ufficiale Ferdinando Pozzani era solito farsi chiamare Fernando, ed era anche soprannominato dalla stampa Generale Po. I vertici del fascismo lo insignirono del titolo di "cavaliere del lavoro" il 28 ottobre 1941.

## Attività dirigenziale

### Ginnastica
È stato un dirigente del Direttorio Federale della Reale Federazione Ginnastica Italiana (R.F.G.I.) prima di accettare la Presidenza dell'Ambrosiana.

### Calcio
Arrivò all'Ambrosiana tra la fine di dicembre 1931 e gennaio 1932. Quale primo atto della sua Presidenza, sollecitato dai più vecchi dirigenti dell'ex Internazionale rimasti in società dopo la fusione con la U.S. Milanese, chiese alla Federazione Italiana Giuoco Calcio il cambio di denominazione della società che passò dalla vecchia "Associazione Sportiva Ambrosiana" a "Associazione Sportiva Ambrosiana-Inter".
Sia la data effettiva del suo insediamento che del cambio di denominazione non sono noti. Da quanto risulta sui quotidiani sportivi dell'epoca (Il Littoriale e La Gazzetta dello Sport) il cambio di denominazione divenne effettivo lunedì 25 gennaio 1932 perché anche sulla Gazzetta del giorno prima, domenica 24, veniva scritto ancora Ambrosiana. Ben più completo è invece Il Littoriale che lunedì 25 gennaio 1932 nell'articolo titolato "Il cambio del nome in Ambrosiana-Inter", nella pagina delle cronache della Serie A, scrisse:
Ed aggiunse:
Pertanto l'U.S. Viscontea, che si fregia dei colori a scacchi bianco-neri e che è presieduta dal Lattuada stesso, passa all'U.S. Milanese. I premi dell'U.S. Milanese, custoditi presso l'Ambrosiana, torneranno ai bianco-neri. L'U.S. Milanese, a quanto pare, non si occuperà di calcio...»
Dal 1932 al 1942 cambiò otto allenatori. Il giorno della festa del primo scudetto vinto non fu presente a causa di un incidente automobilistico sull'autostrada Milano-Torino. Durante la sua presidenza l'Inter vince due Scudetti e una coppa Italia, inoltre raggiunse la finale della Coppa dell'Europa Centrale fino ad allora miglior risultato internazionale raggiunto. Nel 1942 lasciò la presidenza a Carlo Masseroni.

### Basket femminile
Nel 1936 Pozzani rileva l'intero gruppo di cestiste della Società Canottieri Milano inglobandole nell'Associazione Sportiva Ambrosiana-Inter da cui ricevettero tutto il corredo sportivo nerazzurro.
Le ragazze, che con la Canottieri Milano avevano già vinto 3 scudetti consecutivi, in nerazzurro ne collezionarono altri quattro: 1936, 1937, 1938 e 1939.

### Hockey su ghiaccio
All'inizio della stagione 1937-1938 fonda la società hockeystica Associazione Diavoli Neroazzurri rilevando i giocatori dall'Associazione Milanese Disco su Ghiaccio Milano (A.M.D.G.).

### La presidenza FIGC sotto la RSI
Nel luglio 1944, nel periodo in cui le istituzioni sportive italiane erano divise fra quelle sotto la dittatura della Repubblica Sociale Italiana nell'Italia settentrionale e quelle gestite dal legittimo Regno del Sud, Puccio Pucci, presidente del CONI nominato dalla RSI, nominò Pozzani presidente della FIGC fascista. Il 23 agosto 1944 Pozzani fu il fautore del trasferimento della FIGC fascista da Venezia a Milano, in Foro Bonaparte 55.
Dopo l'agosto 1944 ogni attività sportiva di rilievo fu proibita dal governo e dalle truppe occupanti naziste a causa dei troppi e continui bombardamenti, anche se Pozzani riuscì ad aggirare il divieto organizzando tornei benefici a livello regionale fino alla fine della guerra. Il periodo di Pozzani alla guida della Federazione nel Nord Italia non è, tuttavia, riconosciuto dallo Stato italiano in quanto avvenuto sotto un governo non legalmente validato.